# Isturgia conspicuaria
Isturgia conspicuaria là một loài bướm đêm trong họ Geometridae.